# Arkitektur- og designhøgskolen i Oslo
Arkitektur- og designhøgskolen i Oslo (The Oslo School of Architecture and Design), forkortet AHO, tidligere Arkitekthøgskolen i Oslo, er en statslig videnskabelig højskole i Norge, som tilbyder uddannelse i arkitektur, industridesign og landskabsarkitektur. Skolen har ca 450 studerende og holder til ved Akerselva i Maridalsveien 29 i Oslo.

## Historie
AHO blev oprindeligt startet i 1945 som en linje hos Statens håndverks- og kunstindustriskole. Tidligere blev arkitekter i Norge uddannet ved NTH i Trondheim. I 1961 blev AHO en selvstændig videnskabelig højskole under navnet Statens Arkitektskole i Oslo, fra 1968 med lokaler i St. Olavsgt. 4. Skolen flyttede til nye lokaler ved Akerselva i efteråret 2001.
Den første uddannelse i industridesign i Norge, blev etableret i 1979 som et toårig efteruddannelseskursus. En fuld uddannelse blev startet i 1983. Fra 1989 var denne uddannelsen også en del af SHKS, men fra 1996 har Institut for Industridesign været indlemmet i Arkitektur- og designhøgskolen i Oslo.

## Enheder
AHO er inddelt i 4 faglige institutter:
Institut for arkitektur
Institut for urbanisme og landskab
Institut for form, teori og historie
Institut for industridesign

Forskeruddannelsen er organiseret som en egen faglig og administrativ enhed.
Det samme er AHOs bibliotek og AHOs værksteder.

## Eksterne Henvisninger
- Arkitektur- og designhøgskolen i Oslo

| Skole | Spire Denne artikel om en skole, en uddannelsesinstitution eller uddannelse er en spire som bør udbygges. Du er velkommen til at hjælpe Wikipedia ved at udvide den. |

59°55′28″N 10°45′05″Ø / 59.924386°N 10.751425°Ø